# 788
| 788                |
| ------------------ |
| Dødsfald - Fødsler |
|                    |

| Gregoriansk kalender | 788 DCCLXXXVIII         |
| Ab urbe condita      | 1541                    |
| Armensk kalender     | 237 ԹՎ ՄԼԷ              |
| Kinesiske kalender   | 3484 – 3485 丁卯 – 戊辰 |
| Etiopisk kalender    | 780 – 781               |
| Jødisk kalender      | 4548 – 4549             |
| Hindukalendere       |                         |
| - Vikram Samvat      | 843 – 844               |
| - Shaka Samvat       | 710 – 711               |
| - Kali Yuga          | 3889 – 3890             |
| Iransk kalender      | 166 – 167               |
| Islamisk kalender    | 171 – 172               |

Se også 788 (tal)